# Асваген
Асваген (Есваген, Асуаген, Арсваген, Арсваг, Евсаген) — царь Кавказской Албании из династии Аршакидов в первой половине V века. В годы его царствования приглашённый армянский учёный и монах Месроп Маштоц при помощи местных монахов и переводчиков создал албанский алфавит. Был женат на сестре Йездигерда II. Наследовал ему сын Ваче II.